# گجو زاجکوف
گجو زاجکوف (انگلیسی: Gjoko Zajkov؛ زادهٔ ۱۰ فوریهٔ ۱۹۹۵) بازیکن فوتبال اهل جمهوری مقدونیه است.
از باشگاه‌هایی که در آن بازی کرده‌است می‌توان به باشگاه فوتبال رابوتنیچکی، باشگاه فوتبال رن، باشگاه فوتبال رویال شارلوا، و تیم ملی فوتبال مقدونیه اشاره کرد.
وی همچنین در تیم‌های ملی فوتبال Macedonia U-19 Macedonia U-21 Macedonia بازی کرده‌است.